# フアン・アグデロ
フアン・アグデロ（Juan Agudelo 、1992年11月23日 - ）は、コロンビア・マニサレス出身のサッカー選手。ポジションはFW。アメリカ合衆国代表。

## 経歴

### 初期
コロンビアのマニサレスで生まれ、7歳の時に家族と共にニューヨークへ移住。

### クラブ
ニューヨーク・レッドブルズのアカデミーでプレーを始め、2010年3月よりトップチームに昇格。4月27日、USオープンカップのフィラデルフィア・ユニオン戦でプロデビュー。2011年3月19日のシアトル・サウンダーズFC戦でプロ初ゴールをマーク。
2012年5月12日、ヒース・ピアースとのトレードでチーヴァスUSAに移籍。
2013年5月7日、金銭トレードでニューイングランド・レボリューションに移籍。
2013年8月9日、ストーク・シティFCと仮契約を結んだことが発表された。正式契約はニューイングランドとの契約満了後、2014年1月1日に結ぶ予定だったが、労働許可証が取得できず一旦保留となった。その後、1月21日にストークと契約を結び、直後にFCユトレヒトにレンタル移籍した。2014年5月に労働許可を再請求したものの今度も発給されず、最終的に双方合意の上でストークとの契約を解除した。
2015年1月29日、古巣ニューイングランドに復帰。
2019年12月28日、2020シーズンよりMLSに参入予定のインテル・マイアミCFに移籍した。
2021年3月2日、ミネソタ・ユナイテッドFCに1年契約で移籍した。

### 代表
コロンビア生まれであるが、ユース年代から一貫してアメリカ合衆国代表としてプレーしている。2009年にはU-17代表の一員としてナイジェリアで開催された2009 FIFA U-17ワールドカップに参加した。
2010年11月17日、ケープタウンで開催された南アフリカ代表との親善試合に出場、フル代表デビューを果たした。またアメリカ合衆国代表史上最年少となる代表初ゴールも挙げた。

## タイトル
アメリカ合衆国代表
- CONCACAFゴールドカップ: 2017